# فاکتور رشد
فاکتور رشد، (به انگلیسی: Growth factor) مولکولهایی طبیعی با ساختار پروتئینی یا استروئیدی هستند. این فاکتورها در رشد و تمایز سلول‌های زیادی دخیل هستند و نوعی سیتوکین هستند. نقش اصلی مثبت و منفی فاکتورهای رشد در تحریک تکثیر یاخته‌ها و در تنظیم رشد یاخته‌ها در چندین سال اخیر به نحو فزاینده‌ای ارزیابی شده‌است. یکی از نخستین فاکتورهای رشدی که کشف شد، عامل رشد عصب در سال ۱۹۵۱ بود.

## انواع
- فاکتور رشد جفتی (P1GF)
- آنژیوپویتین (Ang)
- گلوکز ۶-فسفات ایزومراز
- Bone morphogenetic proteins (BMPs)
- فاکتور نورون‌زایی مشتق‌شده از مغز (BDNF)
- فاکتور رشد اپیدرمال (EGF)
- اریتروپوئیتین (EPO)
- عامل رشد فیبروبلاست (FGF)
- Glial cell line-derived neurotrophic factor (GDNF)
- فاکتور تحریک‌کننده تشکیل کلنی گرانولوسیت (G-CSF)
- Granulocyte macrophage colony-stimulating factor (GM-CSF)
- Hepatocyte growth factor (HGF)
- فاکتور رشد شبه‌انسولین (IGF)
- Migration-stimulating factor
- Myostatin (GDF-8)
- فاکتور رشد عصب (NGF) and other neurotrophins
- فاکتور رشد مشتق از پلاکت (PDGF)
- ترومبوپویتین (TPO)
- Transforming growth factor alpha (TGF-α)
- Transforming growth factor beta(TGF-β)
- عامل نکروز تومور آلفا (TNF-α)
- فاکتور رشد اندوتلیال عروقی (VEGF)
- [(Foetal Bovine Somatotrophin)] (FBS)
- IL-1- Cofactor for IL-3 and IL-6. Activates T cells.
- IL-2- T-cell growth factor. Stimulates IL-1 synthesis. Activates B-cells and NK cells.
- IL-3- Stimulates production of all non-lymphoid cells.
- IL-4- Growth factor for activated B cells, resting T cells, and mast cells.
- IL-5- Induces differentiation of activated B cells and eosinophils.
- IL-6- Stimulates Ig synthesis. Growth factor for plasma cells.
- IL-7- Growth factor for pre-B cells.

## سایتوکینها
برخی سایتوکین‌ها مانند G-CSF و GM-CSF به عنوان فاکتورهای رشد عمل می‌کنند و برخی برعکس موجب مرگ سلولی برنامه‌ریزی شده (آپوپتوز) می‌شوند. بیشتر فاکتورهای رشد به صورت موضعی ساخته می‌شوند و موضعی عمل می‌کنند مانند فاکتور رشد عروقی که در محل کمبود اکسیژن تولید و عمل می‌کند. همه فاکتورهای رشد گیرنده‌های غشایی دارند و از این طریق بر متابولیسم سلول تأثیر می‌کنند.